# アドリアン・レガッタン
アドリアン・レガッタン（Adrien Regattin、1991年8月22日 - ）は、フランス出身のモロッコ代表サッカー選手。アルタイSK所属。ポジションはMF。

## クラブ経歴
2008-09シーズンより、FCセト34でプロキャリアをスタート。ところがシーズン終了後にクラブは破産し、そのまま退団した。
2009年6月にトゥールーズFCと契約を結んだ。
2016年8月31日、夏の移籍期間最終日にトルコのオスマンルスポルと契約を結んだ。
2018年8月、アクヒサル・ベレディイェスポルに移籍。シーズン終了後、クラブを退団。
2020年2月5日、メジャーリーグサッカーのFCシンシナティに加入。
2020年9月25日、アルタイSKに移籍した。

## 代表歴
2012年11月14日に予定されているトーゴ代表との親善試合を前に、ラキッド・トーシ代表監督に初めてモロッコ代表に召集された。同試合の60分からピッチにに入り、デビュー。試合には1-0で敗れた。